# Лансієр
Лансієр (від англ. lansier, досл. «улан», різновида кавалеріста) – англійський бальний танець 19 ст. 
Танець лансієр (використовувалась саме така назва) був дуже популярним в першій половині 20-го століття на західних етнічних українських землях в, так званому, середовищі «вищого світу».
 
Виконувався парами (не менше чотирьох).
 
Танець складався з п'яти фігур, кожна виконувалась під свою мелодію. 

Музикальний розмір для першої, третьої та четвертої фігури – 6/8; для другої і п'ятої – 3/4 і 4/4.

Танець був популярним і в інших країнах Європи і в Росії.

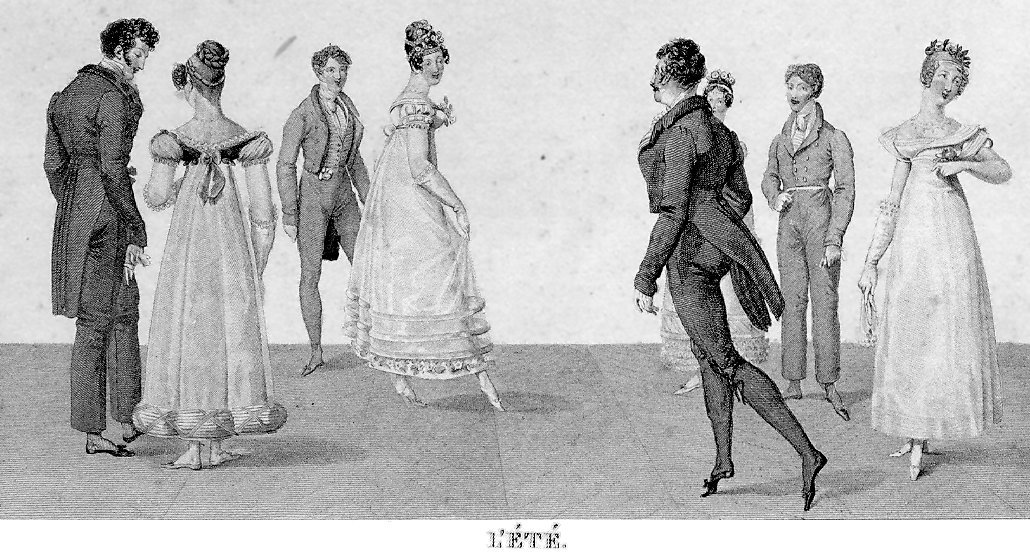